# KLM Royal Dutch Airlines
« KLM » redirige ici. Pour les autres significations, voir KLM (homonymie).
Aviation,day after day
KLM Royal Dutch Airlines (Code AITA : KL ; code OACI : KLM) (en néerlandais, KLM pour « Koninklijke Luchtvaart Maatschappij », soit en français la « Compagnie royale d'aviation ») est la compagnie aérienne porte-drapeau des Pays-Bas. Principale entreprise néerlandaise de transport aérien, KLM est créée le 7 octobre 1919, ce qui en fait la plus vieille compagnie aérienne dans le monde encore en activité sous son nom d'origine.
En 2004, KLM fusionne avec Air France afin de créer le groupe Air France-KLM, cinquième entreprise aérienne mondiale par le chiffre d'affaires et desservant 326 destinations à travers le monde via les importantes plateformes de correspondance que sont les aéroports de Paris Charles-de-Gaulle et Amsterdam-Schiphol — depuis sa fondation, elle y est domiciliée. Membre de l'alliance Skyteam, elle partage depuis le 6 juin 2005 son programme de fidélisation Flying Blue avec sa compagnie sœur. KLM Royal Dutch Airlines possède en outre KLM Cargo, KLM Cityhopper, Transavia Airlines, Martinair Holland, ainsi que 26 % de Kenya Airways et 25 % d'Air Antwerp.

## Histoire

### Création et premières années

Publicité datant des années 1920 juste après le lancement du service vers Batavia.

En 1919, un jeune aviateur, Albert Plesman, sponsorise une exposition d'aviation, ELTA, à Amsterdam. Cette exposition est un grand succès puisque certaines entreprises lui expriment leur intérêt pour la création d'une compagnie néerlandaise, que Plesman dirigerait. En septembre 1919, la reine Wilhelmine accorde le label de la Maison royale à la future compagnie (Koninklijk en néerlandais). Le 7 octobre 1919, huit hommes d'affaires néerlandais s'associent avec Frits Fentener van Vlissingen (qui apporte 1,2 million de florins) pour fonder à Amsterdam KLM (Koninklijke Luchtvaart Maatschappij). Elle devient ainsi l'une des premières compagnies aériennes au monde.
Le premier vol assuré par KLM décolle le 17 mai 1920 de Croydon pour relier Amsterdam. Le De Haviland DH-16 transportant deux journalistes britanniques et des journaux réussit la traversée de la Manche. En date de l'année 1920, KLM transporte 440 passagers et 22 tonnes de cargo. En avril 1921, après une pause hivernale, KLM démarre ses services réguliers avec ses propres pilotes, et des avions Fokker F.II et F.III.

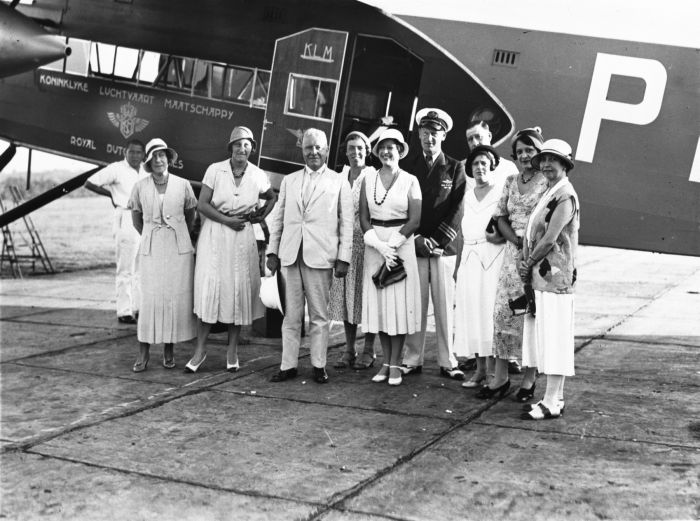
Un Fokker F-XVIII de KLM partant depuis les Indes néerlandaises, en 1932.

Le premier vol intercontinental de KLM a lieu le 1er octobre 1924 en direction de Batavia (Java) dans les Indes orientales néerlandaises au moyen d'un Fokker F.VII,. Les vols réguliers reliant Amsterdam à Batavia démarrent en septembre 1929, ce qui est la ligne commerciale aérienne la plus longue à l'époque. Vers 1926, KLM propose les destinations suivantes depuis Amsterdam : Rotterdam, Bruxelles, Paris, Londres, Brême, Copenhague et Malmö, avec principalement des Fokker F.II et F.III.

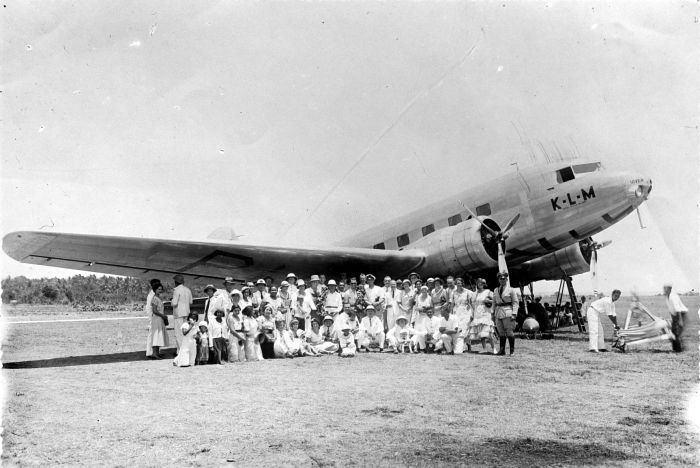
Douglas DC-2 de KLM sur la piste de Rambang (île de Lombok).

De sa création à 1930, KLM transporte 15 143 passagers. La ligne d'Amsterdam à Batavia voit arriver le Douglas DC-2 en 1934. Le premier vol d'essai transatlantique de KLM se déroule entre Amsterdam et Curaçao en décembre 1934 avec le Fokker F.XVIII baptisé Snip. Le premier Douglas DC-3 est utilisé dès 1936 ; il remplace le DC-2 sur les vols de Batavia à Sydney. KLM est en outre la première compagnie à desservir le nouvel aéroport de Manchester, en juin 1938.

### Seconde Guerre mondiale

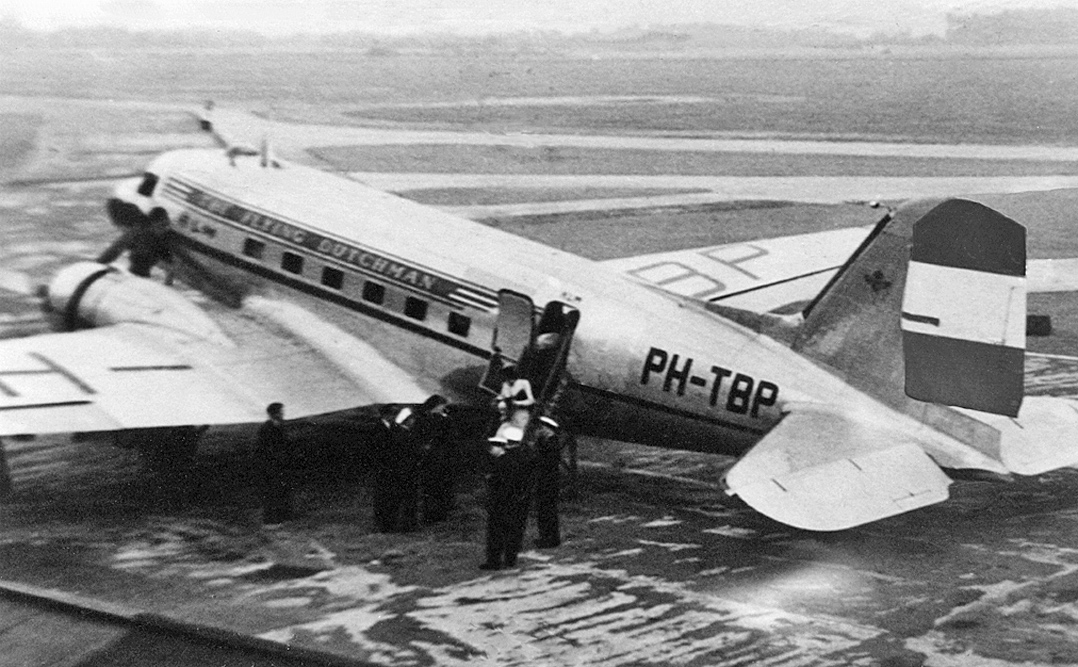
Douglas DC-3 de KLM à Manchester en 1947.

Lors de l'invasion allemande de mai 1940, un certain nombre d'appareils de KLM (majoritairement des DC-3 et quelques DC-2) opèrent vers l'Orient et l'Europe. Six appareils sont envoyés en Angleterre pendant la guerre ; ces appareils et leurs équipages font la route reliant l'aéroport de Whitchurch (en), près de Bristol, à l'aéroport de Portela, à Lisbonne, sous des numéros de vol BOAC.
L'appareil DC-3 PH-ALI Ibis (à l'époque G-AGBB) est alors attaqué à trois reprises par la Luftwaffe, le 15 novembre 1942, le 19 avril 1943, puis le 1er juin 1943, tuant à la troisième reprise tous les passagers de l'avion du vol 777 BOAC. Certains des appareils de KLM et leurs équipages finissent la guerre en Océanie en aidant des réfugiés à quitter les lieux alors que les Japonais lancent l'invasion des Indes orientales néerlandaises.

### Renouveau (1945-1960)
À la fin de la Seconde Guerre mondiale, en août 1945, la société entreprend immédiatement de reconstruire son réseau. Le gouvernement néerlandais exprime son souhait de nationaliser la compagnie. Plesman, souhaitant la conserver privée, permet cependant à l'État de prendre une participation minoritaire.
Du fait de la situation d'insurrection des Indes néerlandaises après le départ des Japonais, les habitants réclamant l'indépendance, la priorité de Plesman est de rétablir la route entre Amsterdam et Batavia, service effectivement rétabli à la fin de l'année 1945. Les vols intérieurs et européens reprennent en septembre 1945, avec une flotte de DC-3 et DC-4. Le 21 mai 1946, KLM est la première compagnie européenne à lancer des vols transatlantiques entre Amsterdam et New York avec des Douglas DC-4. Vers 1948, KLM reconstruit son réseau africain, américain, et caribéen. Les longs-courriers sont assurés par des Lockheed Constellation et des Douglas DC-6 qui rejoignent la flotte de KLM avant l'année 1950 ; le court-courrier par Convair 240 démarre ses services vers la fin de l'année 1948[citation nécessaire].
Entre 1919 et 1950, KLM transporte 356 069 passagers. Son expansion s'accentue dans les années 1950 avec l'ouverture de nombreuses escales nord-américaines. La flotte s'agrandit avec de nouvelles versions du Lockheed Constellation et du Lockheed Electra, dont KLM est compagnie de lancement.

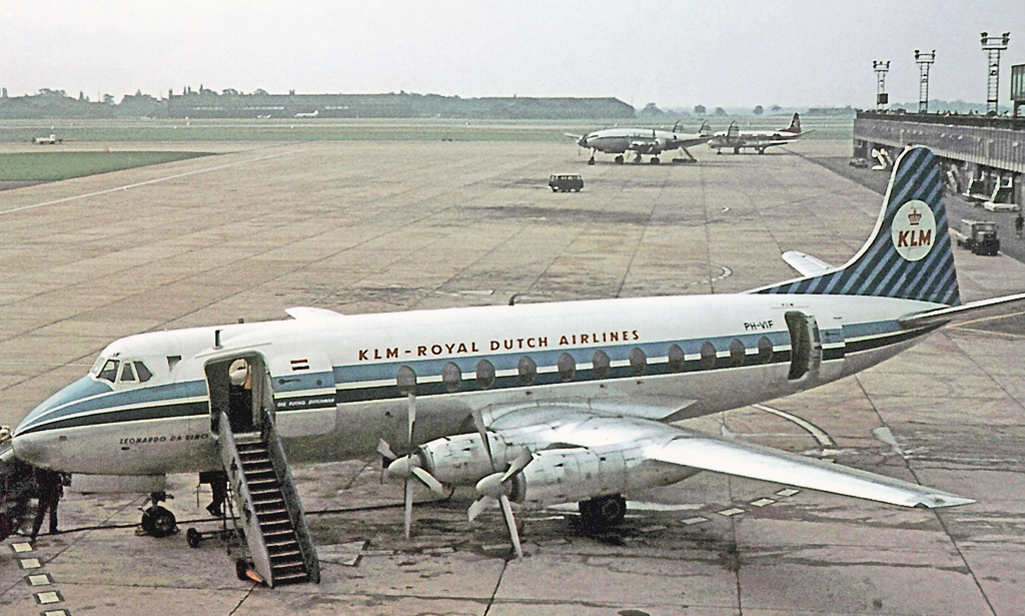
Vickers Viscount 803.

Le 31 décembre 1953, le fondateur et président de la compagnie, Albert Plesman, meurt,. Fons Aler lui succède. Après la disparition de Plesman, la compagnie (ainsi que d'autres) entrent dans une période économique difficile. La reconversion vers les turbopropulseurs rajoute une charge financière supplémentaire sur la société. Le gouvernement augmente sa prise de participation jusqu'aux deux tiers, la nationalisant de facto. Le 1er novembre 1958, la compagnie inaugure la route transpolaire d'Amsterdam vers Tokyo via Anchorage. L'équipage de cette route est alors équipé d'un kit de survie à l'hiver et d'une arme contre les ours polaires.

### Nationalisations et privatisations successives
Dès septembre 1959, KLM introduit le Lockheed Electra sur certaines routes européennes et moyen-orientales. En mars 1960, KLM accueille dans sa flotte le Douglas DC-8. En 1961, la compagnie publie des résultats financiers négatifs pour la première fois de son histoire. La même année, le PDG Fons Aler est remplacé par Ernst van der Beugel, qui démissionne en 1963 pour raisons de santé. Horatius Albarda lui succède et lance une réorganisation de l'entreprise, avec une diminution des équipages et des services. En 1965, Alberda décède dans un accident d'avion et est remplacé par Gerrit van der Wal,. Van der Wal construit un accord avec le gouvernement des Pays-Bas de dénationalisation de KLM. Vers 1966, la part de contrôle du gouvernement néerlandais se réduit à la minorité de 49,5 %. En 1966, le Douglas DC-9 est introduit dans la flotte.

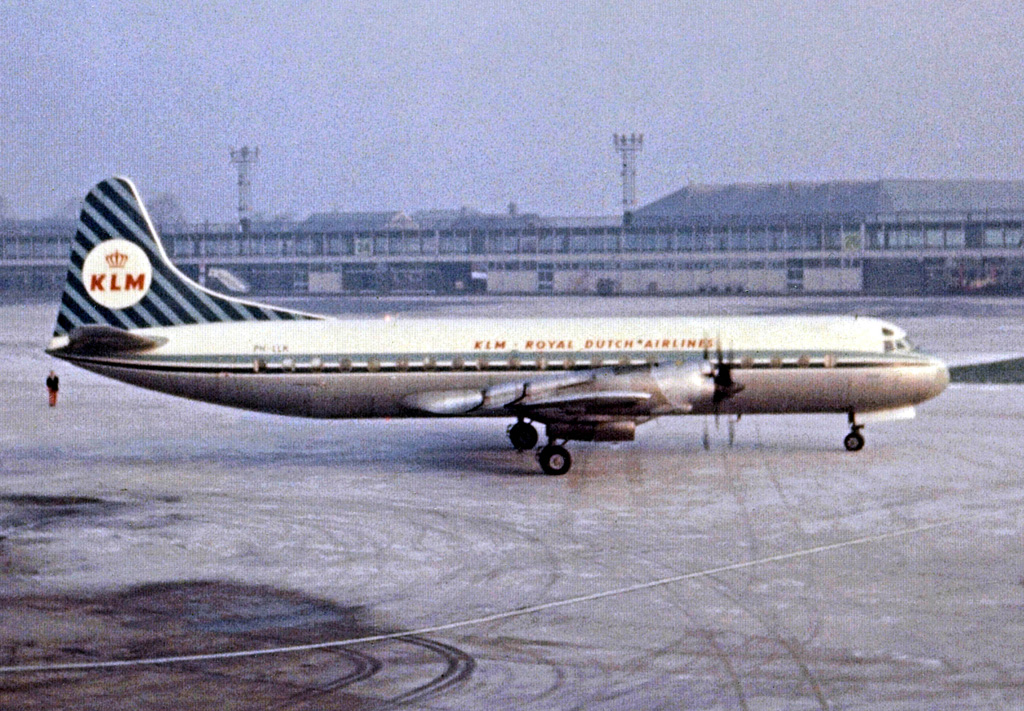
Un Lockheed Electra de KLM sur le tarmac de l'aéroport de Manchester en 1963.

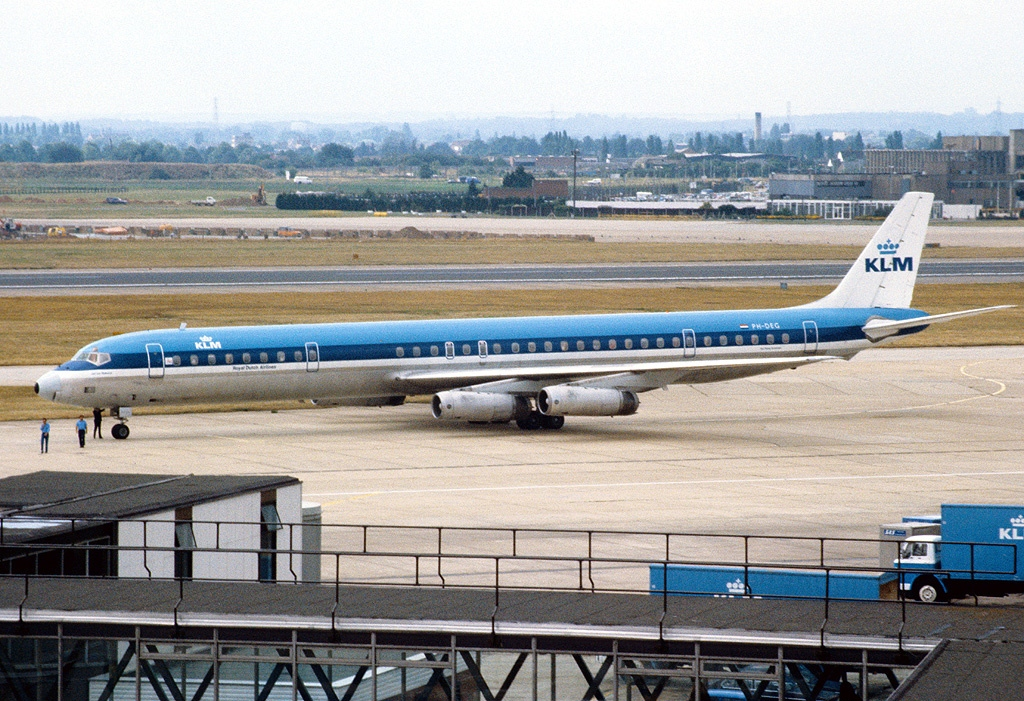
Un Douglas DC-8 de KLM à l'aéroport de Londres-Heathrow.

De nouveaux terminaux à Schiphol sont inaugurés en avril 1967, et en 1968, la version allongée Douglas DC-8-63 entre en service. KLM est la compagnie de lancement du Boeing 747-200B en février 1971. En mars suivant, KLM inaugure son actuel siège social, à Amstelveen. En 1972, KLM achète les premiers des McDonnell Douglas DC-10 produits, réplique de McDonnell Douglas au Boeing 747.
En 1973, Sergio Orlandini est désigné en remplacement de Gerrit van der Wal à la tête de KLM,. À l'époque, KLM, comme ses compagnies concurrentes, doit gérer des surcapacités. Orlandini imagine la conversion des Boeing 747 en « combis », c'est-à-dire qui transporteraient à la fois des passagers et du cargo. Ces derniers commencent leur service dès novembre 1975.
Le premier choc pétrolier oblige KLM à refinancer sa dette auprès du gouvernement néerlandais, avec un échange d'actions. À la fin des années 1970, la part du gouvernement remonte à 78 %, la renationalisant. Cependant, la gestion de l'entreprise et le choix de ses dirigeants reste sous le contrôle des actionnaires privés.

### Libéralisation du marché européen

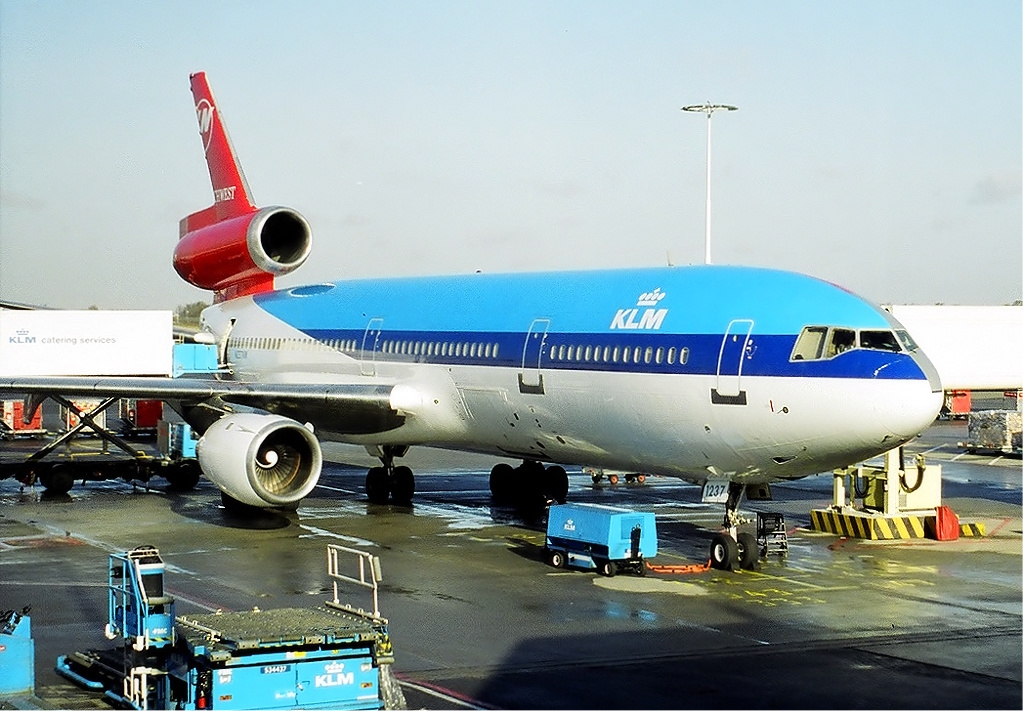
McDonnell Douglas DC-10 opéré par Northwest Airlines en coopération avec KLM, dans une livrée mêlant les deux compagnies.

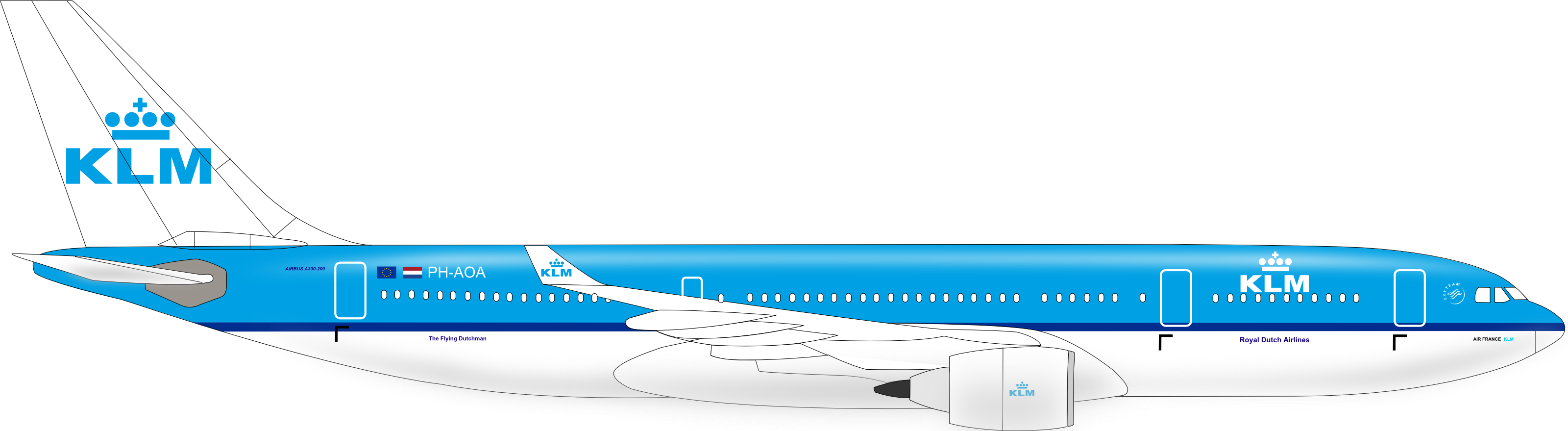
Airbus A330 de KLM.

Au début des années 1980, KLM transporte annuellement plus de 9 700 000 passagers. En 1983, la compagnie conclut un accord avec Boeing pour convertir dix de ses B747-200 en B747-200SUD, ajoutant des sièges à l'étage. La transformation commence en 1984 à l'usine de Boeing à Everett, dans l'État de Washington, et se termine en 1986. La même année, KLM prend livraison du premier des dix Airbus A310 commandés en version passagers. Orlandini prend sa retraite en 1987 et est remplacé par Jan de Soet. En 1986, la participation du gouvernement néerlandais dans KLM est réduite à 54,8 %. Il est alors prévu que cette part serait encore réduite au cours de la décennie suivante. Le Boeing 747-400 passager est introduit dans la flotte en juin 1989.
Avec la libéralisation du marché européen, KLM commence à développer sa plate-forme de correspondance de Schiphol en alimentant son réseau avec le trafic des compagnies aériennes affiliées. Dans le cadre du développement d'un réseau mondial, KLM acquiert une participation de l'ordre de 20 % dans la compagnie Northwest Airlines en juillet 1989. En 1990, KLM transporte 16 millions de passagers dans son histoire. De Soet prend à son tour sa retraite à la fin de l'année 1990 et, en 1991, Pieter Bouw lui succède. En décembre 1991, KLM est la première compagnie européenne à mettre en place un programme de fidélisation, appelé Flying Dutchman.

### Coentreprise avec Northwest Airlines
En janvier 1993, le département des Transports des États-Unis accorde à KLM et à  Northwest Airlines l'immunité anti-trust, qui leur permet d'intensifier leur partenariat. En septembre 1993, les compagnies aériennes organisent leurs vols entre les États-Unis et en Europe dans le cadre d'une coentreprise. En mars 1994, KLM et Northwest Airlines introduisent la World Business Class sur les vols intercontinentaux. La participation de KLM dans Northwest Airlines est portée à 25 % en 1994.
KLM commence à utiliser le Boeing 767-300ER en juillet 1995. En janvier 1996, KLM acquiert une part de 26 % de Kenya Airways, la compagnie aérienne porte-drapeau du Kenya. En 1997, Pieter Bouw démissionne de son poste de président de KLM. Il est remplacé par Leo van Wijk. En août 1998, KLM rachète toutes ses actions au gouvernement néerlandais pour faire de KLM une société privée. Le 1er novembre 1999, KLM fonde AirCares, une plate-forme de communication et de collecte de fonds présentée comme soutenant des causes dignes et mettant l'accent sur les enfants défavorisés.
KLM renouvelle sa flotte d'appareils intercontinentaux en remplaçant les Boeing 767, Boeing 747-300 et finalement le McDonnell Douglas MD-11, par les Boeing 777-200ER et les Airbus A330-200. Quelques Boeing 747 sont retirés du service en premier. Les MD-11 restent en service jusqu'en octobre 2014,. Le premier Boeing 777 est reçu le 25 octobre 2003, tandis que le premier Airbus A330-200 est reçu le 25 août 2005.

### Fondation du groupe Air France-KLM

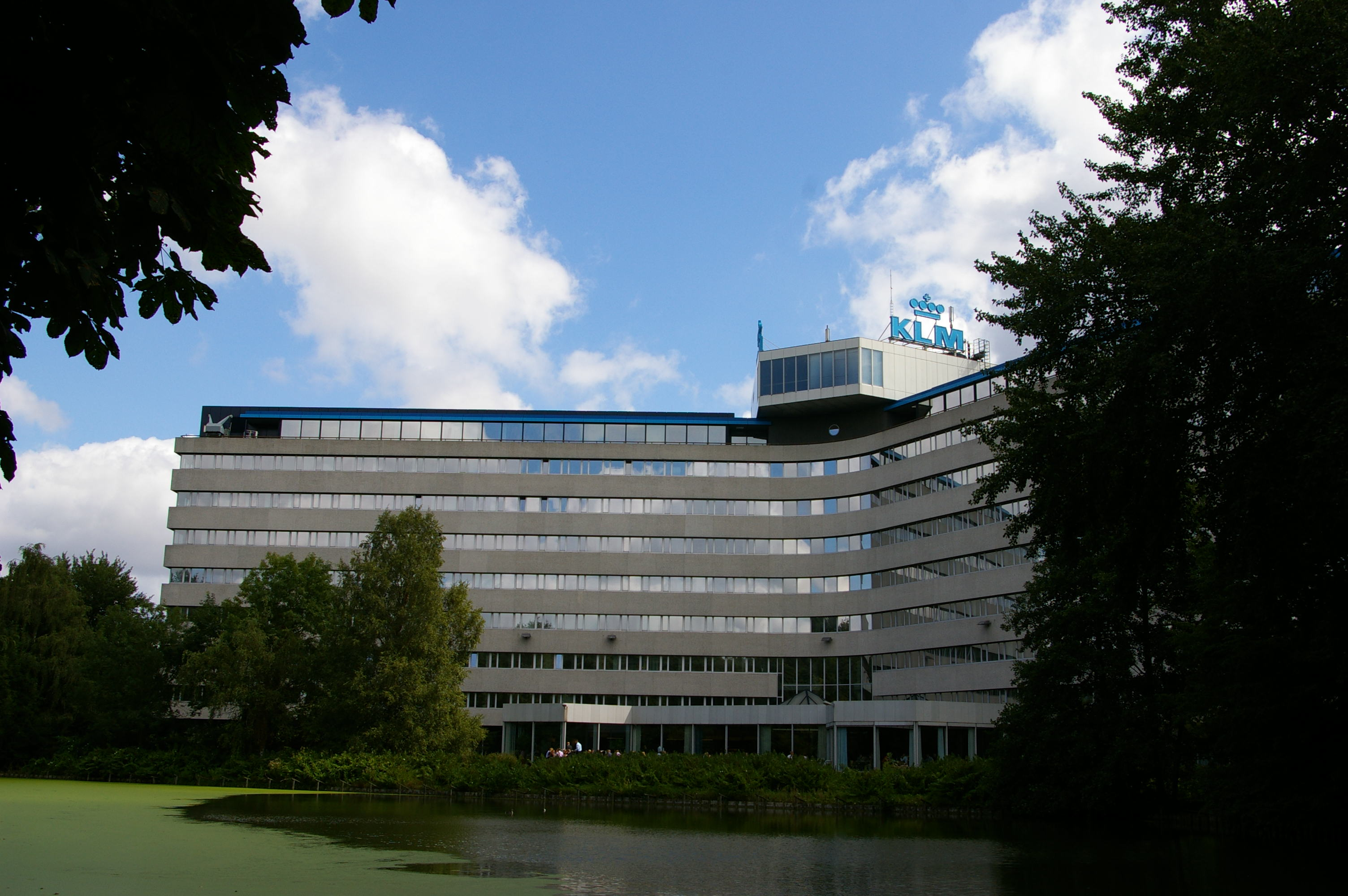
Le siège social de KLM à Amstelveen.

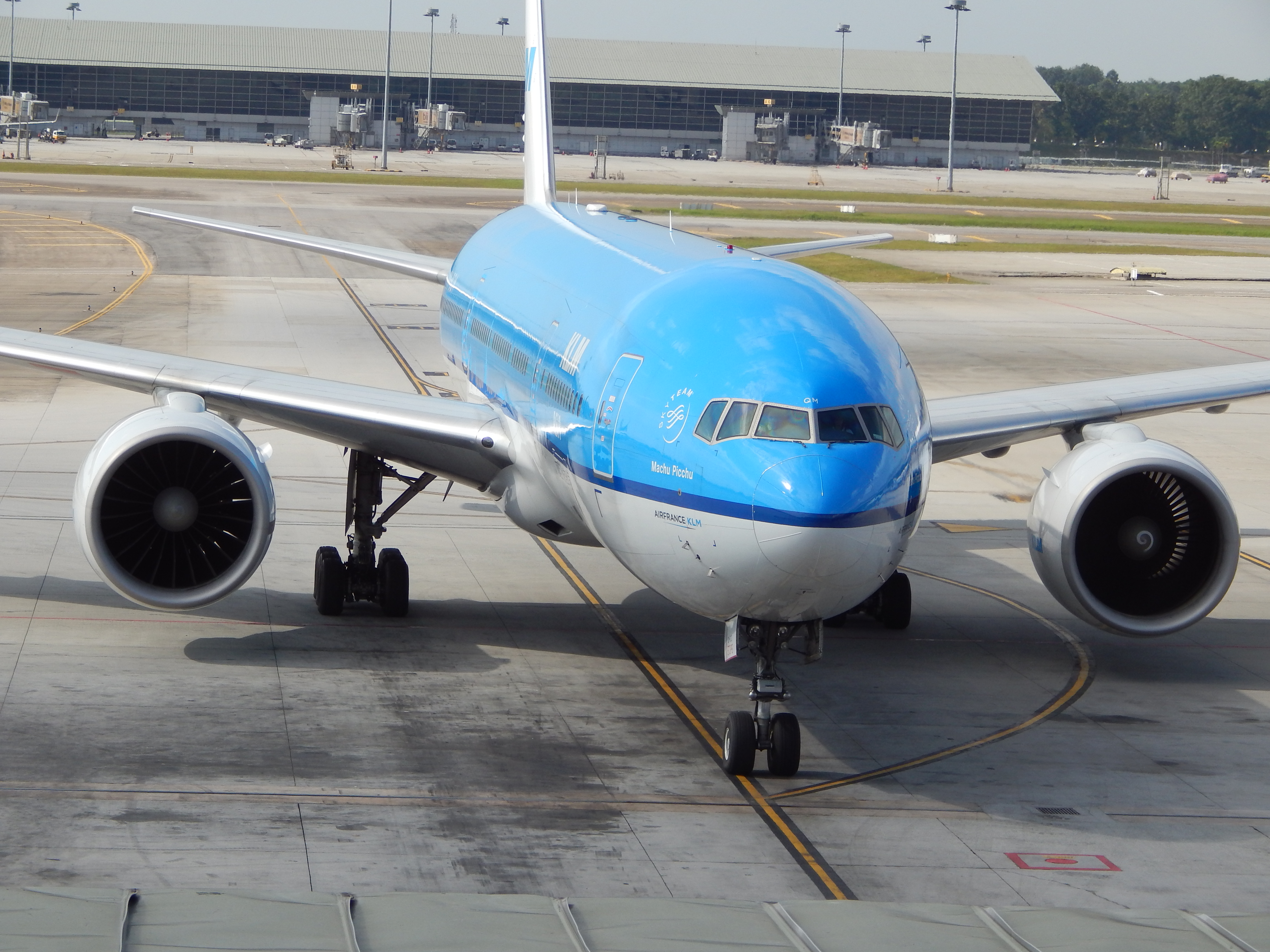
Boeing 777 de KLM.

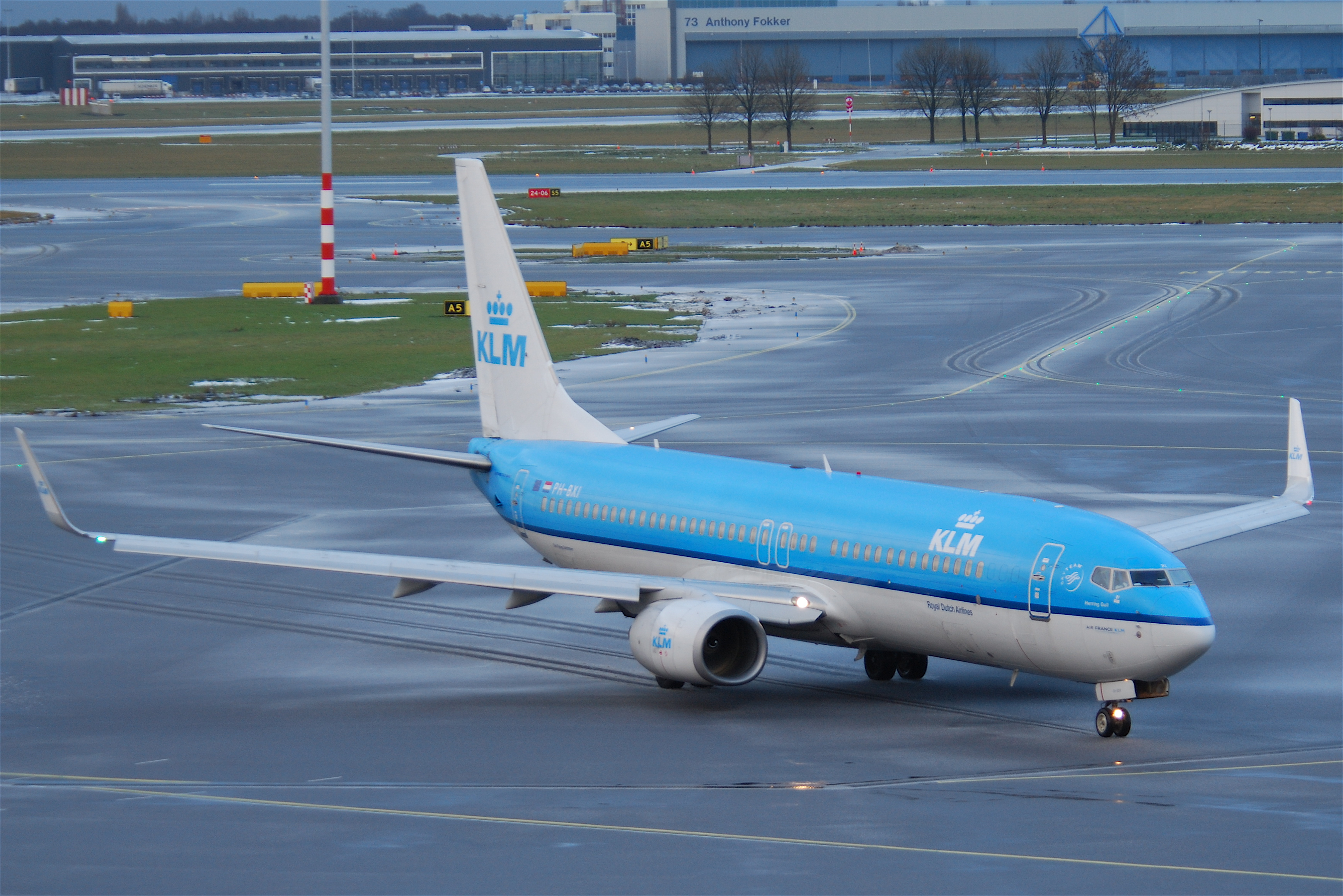
Boeing 737-800 de KLM à Amsterdam.

Le 30 septembre 2003, Air France et KLM s'accordent sur une fusion au sein de laquelle les deux compagnies appartiendraient à une holding connue sous le nom d'Air France-KLM. Chacune des compagnies garde ses marques et les aéroports Paris-CDG et Amsterdam-Schiphol restent des plates-formes de correspondances clés.
En février 2004, la Commission européenne et le département d'État des États-Unis approuvent la fusion,.
La fusion est effectivement réalisée en avril et mai 2004,,,. Depuis le 5 mai 2004, Air France et KLM sont présentes sur le marché Euronext de Paris, Amsterdam et New York. En septembre 2004, la fusion est finalisée avec la création de la holding. Cette fusion résulte à la création de la plus grande compagnie aérienne mondiale et doit selon les plans aboutir sur des économies d'échelle estimées entre 400 et 500 millions d'euros.
En mars 2007, KLM utilise le système de réservation Amadeus, en même temps que son partenaire Kenya Airways. Après avoir servi 10 ans comme président de la compagnie, Leo van Wijk démissionne pour être remplacé par Peter Hartman.
Lorsque la compagnie Delta Airlines fusionne avec Northwest, le groupe Air France-KLM se rapproche du nouveau géant américain pour effectuer des partages de codes sur plusieurs vols nord-américains et européens, exploitant alors une tri-marque au sein de Skyteam, alliance que KLM rejoint trois ans après sa fondation par Air France et trois autres compagnies dont Delta, en 2000.

### Années 2010 et 2020

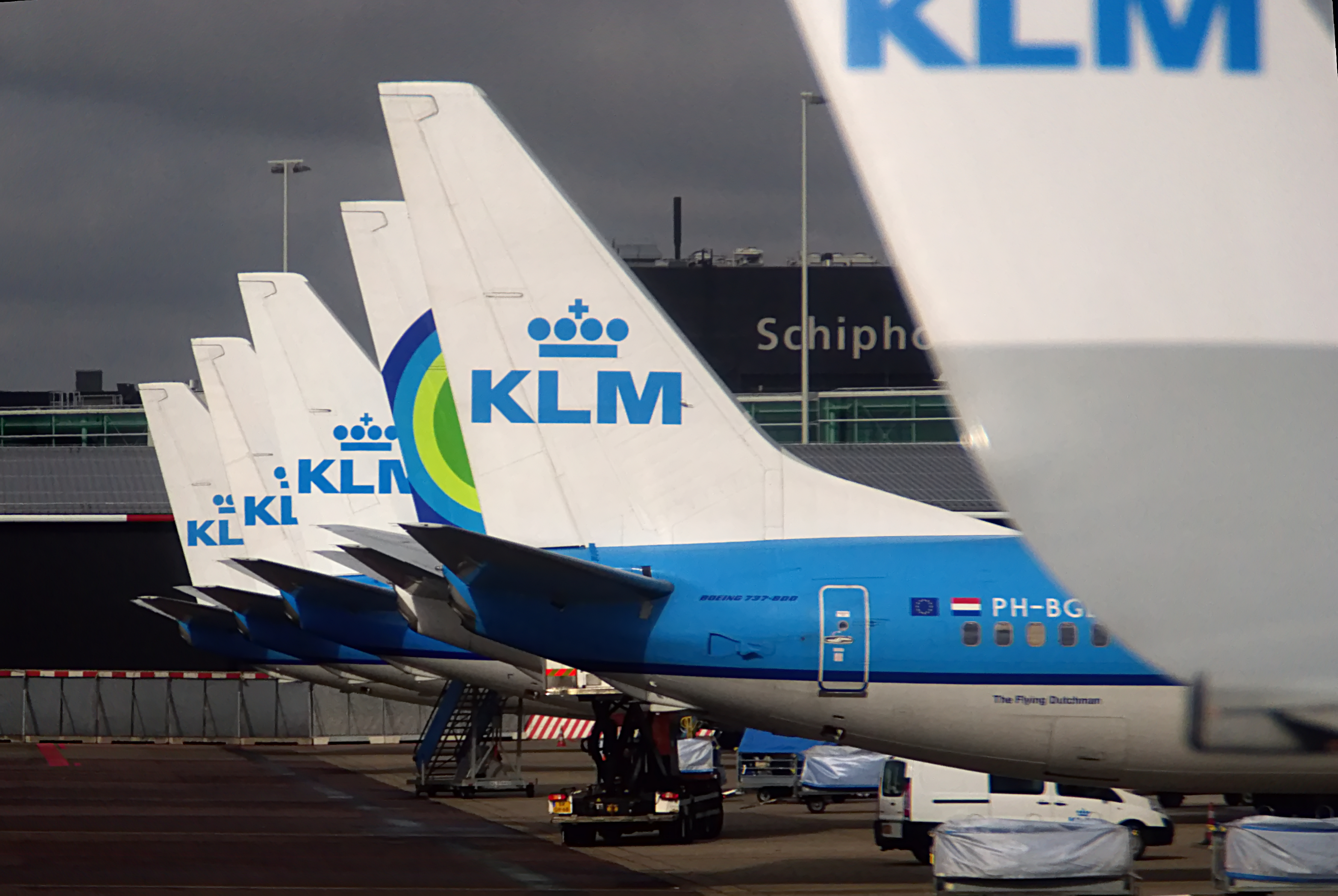
Zone réservée à KLM, à Schiphol.

En septembre 2010, KLM intègre la section passager de Martinair, avec les équipages et les routes. Au mois de novembre 2011, Martinair consiste uniquement de transport cargo et de maintenance.
En mars 2011, KLM et Insel Air signent un accord pour une collaboration sur les destinations d'Insel Air, ce qui lui permet d'étendre ses services passagers. Ainsi, les passagers de KLM peuvent profiter du réseau Insel Air à travers les plates-formes de correspondances de Curaçao et Saint-Martin, coopération qui est montée au grade de partage de codes en 2012.
Le 20 février 2013, la société annonce que Peter Hartman démissionne de son poste de PDG le 1er juillet 2013. Il est remplacé par Camiel Eurlings. Le 15 octobre 2014, KLM annonce le remplacement d'Eurlings par Pieter Elbers. Le 19 juin 2012, KLM réalise la première traversée transatlantique avec du biokérozène, vers Rio de Janeiro. Le 8 mars 2013, la compagnie teste du carburant à base de graisse de friture traitée sur un vol entre Amsterdam et New York. Par la suite, ce carburant sera utilisé à raison d'une liaison hebdomadaire entre ces deux destinations avec un Boeing 777.
KLM reçoit la médaille du « Meilleur service d'équipage » pour l'Europe aux World Airline Awards de Skytrax en 2012 et 2013,.
Le groupe Air France-KLM passe par ailleurs commande auprès de Boeing pour 25 Boeing 787, ainsi que 12 locations auprès de la société AerCap. 23 avions seront affectés à KLM. Le premier Boeing 787-9 est reçu le 14 novembre 2015 et baptisé Zonnebloem (« Tournesol » en français). Dans un même temps, la compagnie est en attente de 7 Airbus A350 XWB en construction chez l'entreprise européenne, avant qu'il ne soit annoncé que les commandes d'Airbus A350 XWB seront exclusivement destinées à Air France, qui en retour cédera à KLM 6 de ses Boeing 787 en commande. Le 17 mars 2017, KLM annonce un accord de partage de codes avec la compagnie suédoise Nextjet. Le dernier vol du Fokker 70 sous les couleurs de KLM est réalisé le 28 octobre 2017 par l'appareil immatriculé PH-KZU, avec une livrée spéciale rendant hommage à Anthony Fokker et reliant Londres-Heathrow à Amsterdam-Schiphol.
En mai 2019, CityJet et KLM s'unissent pour créer une compagnie aérienne basée à l'aéroport d'Anvers, Air Antwerp. KLM détient 25 % de la compagnie. Le premier Boeing 787-10 est reçu le 30 juin 2019. Le 28 mars 2020, le dernier Boeing 747-400 de KLM est définitivement retiré du service commercial, après un vol final en provenance de Mexico.
En juin 2020, le gouvernement néerlandais annonce un ensemble de prêt garanti de l'ordre de 3,4 milliards de dollars à KLM, contre un certain nombre d'obligations, l'arrêt des dividendes, de certains bonus, une réduction de salaire de pilotes, etc.
Le 31 mars 2022, à la suite de la démission de l’ancien président-directeur général Pieter Elbers, Marjan Rintel une ancienne employée de la compagnie devient à son tour la dirigeante.
La compagnie est visée par une plainte pour pratiques commerciales trompeuses de greenwashing en compagnie de 16 autres compagnies par 22 associations européennes de consommateurs en juin 2023.

## Identité visuelle

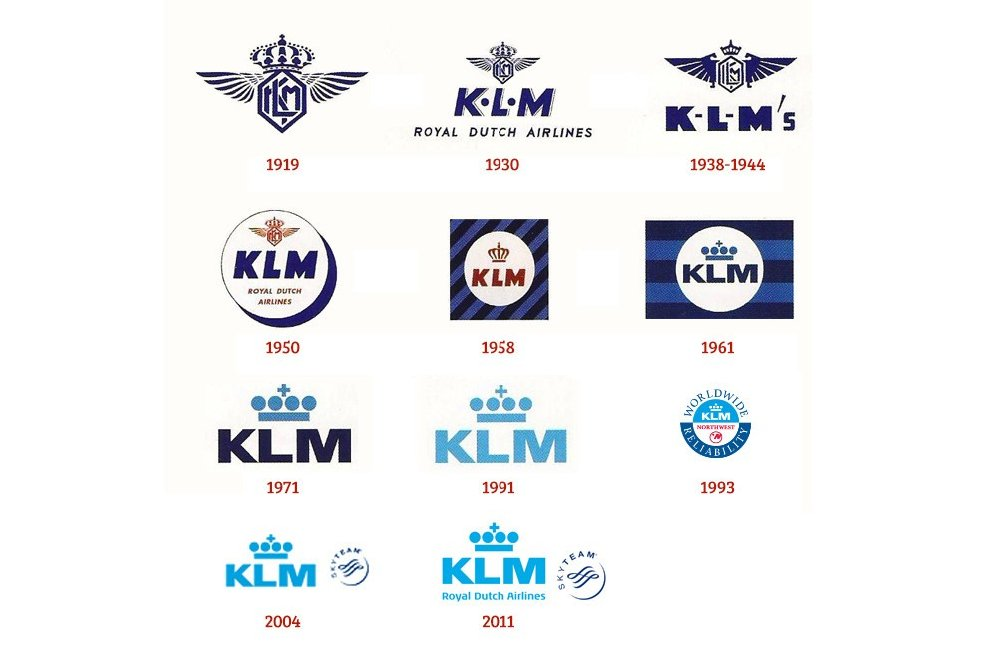
Évolution du logotype de KLM Royal Dutch Airlines depuis 1919.

## Destinations
La compagnie dessert 135 destinations dans 66 pays différents.
- Aberdeen-Dyce,
- Abou Dabi,
- Accra-Kotoka,
- Alicante-Elche,
- Aruba-Reine-Beatrix,
- Amsterdam,
- Athènes E.-Venizélos,
- Atlanta H.-Jackson,
- Manama-Bahreïn,
- Bangkok-Suvarnabhumi,
- Barcelone-El Prat,
- Pékin-Capitale,
- Bergen,
- Bilbao,
- Billund,
- Birmingham,
- Bogota-El Dorado,
- Bonaire-Flamingo,
- Bordeaux-Mérignac,
- Bruxelles-National,
- Bucarest-H. Coandă,
- Budapest-Ferenc Liszt,
- Buenos Aires-Ezeiza,
- Cagliari,
- Calgary,
- Le Cap,
- Carthagène-R. Núñez,
- Catane-Fontanarossa,
- Chengdu-Shuangliu,
- Chicago-O'Hare,
- Copenhague-Kastrup,
- Curaçao,
- Dammam-roi Fahd,
- Dar es Salam-J. Nyerere,
- Delhi-Indira Gandhi,
- Denpasar-Bali,
- Dubaï,
- Édimbourg,
- Edmonton,
- Entebbe,
- Fortaleza,
- Freetown-Lungi,
- Genève-Cointrin,
- Glasgow,
- Göteborg,
- Guayaquil-J. J.-Olmedo,
- Hambourg-H.-Schmidt,
- Hangzhou-Xiaoshan,
- La Havane-José Martí,
- Helsinki-Vantaa,
- Hong Kong,
- Houston-George Bush,
- Istanbul,
- Djakarta-S.-Hatta,
- Johannesbourg OR Tambo,
- Kiev-Boryspil,
- Kigali,
- Kilimandjaro,
- Kuala Lumpur,
- Koweït,
- Lagos-Murtala Muhammed,
- Lima-J. Chávez,
- Lisbonne-H. Delgado,
- Londres-Heathrow,
- Los Angeles,
- Luanda-Quatro de Fevereiro,
- Lyon-Saint-Exupéry,
- Madrid-Barajas,
- Malaga-Costa del Sol,
- Manchester,
- Mascate,
- Manille-N. Aquino,
- Mexico-B. Juárez,
- Milan-Linate,
- Milan-Malpensa,
- Minneapolis-Saint-Paul,
- Montpellier-Méditerranée,
- Monrovia-Roberts,
- Montréal (P.-E.-Trudeau),
- Moscou Chérémétiévo,
- Bombay-Chhatrapati-Shivaji[49],
- Munich-F. J. Strauß,
- Nairobi-J. Kenyatta,
- New York-John F. Kennedy,
- Newcastle,
- Nice-Côte d'Azur,
- Nuremberg-A. Dürer,
- Osaka-Kansai,
- Oslo-Gardermoen,
- Panama-Tocumen,
- Paramaribo-J. A. Pengel,
- Paris-Charles de Gaulle,
- Porto-F. Sá-Carneiro,
- Prague-Václav-Havel,
- Quito-M. Sucre,
- Rio de Janeiro/Galeão,
- Rome Léonard-de-Vinci/Fiumicino,
- San Francisco,
- Santiago du Chili-A.-M.-Benítez,
- São Paulo/Guarulhos,
- Séoul-Incheon,
- Shanghai-Pudong,
- Singapour-Changi,
- Saint-Martin - Princesse-Juliana,
- Saint-Pétersbourg-Poulkovo,
- Stavanger,
- Stockholm-Arlanda,
- Stuttgart,
- Taïwan-Taoyuan,
- Téhéran-Imam-Khomeini,
- Tel Aviv - Ben Gourion,
- Tokyo-Narita,
- Toronto (Pearson),
- Toulouse-Blagnac,
- Trondheim,
- Valence,
- Vancouver,
- Venise - Marco Polo,
- Vienne-Schwechat,
- Varsovie-Chopin,
- Washington-Dulles,
- Windhoek Hosea Kutako,
- Xiamen-Gaoqi,
- Zagreb-Pleso,
- Zurich

En saison :
- Almaty,
- Noursoultan,
- Colombo-Bandaranaike,
- Ibiza,
- Maurice-Sir Seewoosagur Ramgoolam[50],
- Miami,
- Salt Lake City,
- San José-J. Santamaría[51],
- Bridgetown-Grantley-Adams[52],
- Port-d'Espagne - Piarco[52],
- Split

## Flotte
En août 2025, les appareils suivants sont en service au sein de la flotte de KLM,.

### KLM Royal Dutch Airlines
La flotte de KLM Royal Dutch Airlines compte actuellement 119 appareils d'une moyenne d'âge de 13.8 ans. 

### KLM Cityhopper
La flotte de KLM Cityhopper compte actuellement 67 appareils d'une moyenne d'âge de 8.9 ans.

### KLM Cargo
La flotte de KLM Cargo compte actuellement 3 appareils.

## Contribution de KLM aux problèmes climatiques
Les plans de KLM pour les années à venir sont basés sur une croissance régulière. Ceci est en contradiction avec la nécessité de réduire les émissions. Les mesures de réduction des émissions proposées par KLM ne sont pas suffisantes pour parvenir à une réduction absolue de la pollution. En outre, l'industrie du transport aérien, y compris KLM, a toujours été farouchement opposée à la réduction du nombre de vols afin de réduire l'impact sur la santé des personnes et les émissions de CO2 . KLM s'oppose activement à la réduction du nombre de vols au départ et à destination de Schiphol et exerce un lobbying important contre la politique climatique européenne . Dans l'ensemble, on ne peut que conclure que l'industrie du transport aérien et KLM plaident en faveur d'une augmentation des possibilités d'émission de CO2 plutôt que d'une réduction absolue de l'impact de l'aviation sur l'environnement mondial.

### Biocarburant pour l’aviation
La principale mesure mentionnée par KLM dans son programme de réduction des émissions est l'ajout de Biocarburant pour l'aviation (Bio-Aviation Fuel - BAF ou sustainable aviation fuel - SAF) au kérosène. Cependant, il n'existe pas encore de voie réaliste pour cette stratégie, seule une pénurie de BAF est prévue pour le moment . Le coût élevé des BAF implique qu'ils ne seront utilisés qu'en cas d'obligation légale.
KLM offre à ses clients la possibilité de payer un supplément pour les BAF, puis propose d'essayer d'utiliser le montant supplémentaire payé pour le BAF dans un délai d'un an. De cette manière, KLM tente de responsabiliser ses clients en matière de réduction des émissions. Le tribunal a jugé que KLM avait tort de prétendre qu'elle proposait des vols durables,.

### Compensation par la reforestation
KLM offre à ses clients la possibilité de compenser les émissions de leurs vols en contribuant à des programmes de restauration écologique. Le slogan utilisé était «Be a hero, fly CO2 zero». L'agence néerlandaise RCC (Comité du code de la publicité) a indiqué à KLM que cette affirmation n'était pas suffisamment étayée et qu'il était erroné d'affirmer qu'il était possible de voler sans émission de CO2 . Le libellé du site web de KLM a été modifié en conséquence, en remplaçant l'allégation de neutralité en CO2. Le texte indique désormais qu'en soutenant le restauration écologique, l'impact sur l'environnement n'est pas réduit, mais que nous pouvons ainsi « aider les écosystèmes à se remettre d’une activité humaine néfaste ».

## Accidents et incidents mortels
| Date             | Lieu                                            | Appareil                                                     | Numéro de série et immatriculation | Vol                | Nombre de victimes | Causes |
| ---------------- | ----------------------------------------------- | ------------------------------------------------------------ | ---------------------------------- | ------------------ | ------------------ | --- |
| 22 août 1927     | St Julians                                      | Fokker F.VIII                                                | 4993 (H-NADU)                      | X                  | 1/11               | Le stabilisateur vertical se détache de l'avion peu après le décollage, provoquant son écrasement.                                                                                               |
| 20 décembre 1934 | Rutbah Wells                                    | Douglas DC-2-115A Uiver                                      | 1317/F1 (PH-AJU)                   | X                  | 7/7                | S'écrase apparemment à cause de violentes turbulences. |
| 14 juillet 1935  | Aéroport d'Amsterdam-Schiphol                   | Fokker F.XXII Kwikstaart                                     | 5358 (PH-AJQ)                      | X                  | 6/20               | Après la perte de puissance de 2 de ses moteurs, l'avion tente un atterrissage sur une autoroute et prend feu.                                                                                   |
| 20 juillet 1935  | Pian San Giacomo                                | Douglas DC-2-115E Gaai                                       | 1335/F13 (PH-AKG)                  | X                  | 13/13              | S'étant perdu dans les nuages dans une région très montagneuse, le pilote tente de faire un atterrissage d'urgence dans la vallée. Les volets sont enclenchés mais l'avion décroche et s'écrase. |
| 9 décembre 1936  | Aéroport de Londres-Croydon                     | Douglas DC-2-115E Lijster                                    | 1358/F18 (PH-AKL)                  | X                  | 15/17              | L'avion décolle par temps de brouillard mais percute le toit d'une maison et s'écrase au sol. Juan de la Cierva est notamment décédé dans cet accident.                                          |
| 3 avril 1937     | Mount Baldy                                     | Douglas DC-3-194B Pluvier                                    | 1938 (PH-ALP)                      | X                  | 8/8                | S'écrase contre une montagne. |
| 28 juillet 1937  | Beert                                           | Douglas DC-2-115L Flamingo                                   | 1585/F34 (PH-ALF)                  | X                  | 15/15              | L'avion s'écrase dans un champ à cause d'un incendie en vol. |
| 6 octobre 1937   | Palembang                                       | Douglas DC-3-194B Specht                                     | 1940 (PH-ALS)                      | X                  | 4/12               | Un incendie du moteur 1 fait s'écraser l'avion au décollage. |
| 14 novembre 1938 | Aéroport d'Amsterdam-Schiphol                   | Douglas DC-3-194D IJsvogel                                   | 2021 (PH-ARY)                      | X                  | 6/19               | S'écrase au cours de son approche. |
| 9 décembre 1938  | Aéroport d'Amsterdam-Schiphol                   | Lockheed 14-WF62 Super Electra Ekster                        | 1413 (PH-APE)                      | Vol d'entraînement | 4/4                | Le moteur 2 s'arrête au décollage à cause d'une mauvaise manipulation et s'écrase. |
| 6 juin 1939      | Aéroport d'Amsterdam-Schiphol                   | Douglas DC-2-115E Nachtegaal                                 | 1360/F20 (PH-AKN)                  | Vol d'entraînement | 0/4 + 1            | Percute une station militaire au cours d'un vol d'entraînement. |
| 14 novembre 1946 | Aéroport d'Amsterdam-Schiphol                   | Douglas C-47A-90-DL                                          | 20122 (PH-TBW)                     | X                  | 26/26              | Au cours de sa troisième tentative d'atterrissage, le pilote vire à gauche pour s'aligner avec la piste mais l'avion percute le sol.                                                             |
| 26 janvier 1947  | Aéroport de Copenhague                          | Douglas DC-3C                                                | 25479/14034 (PH-TCR)               | X                  | 22/22              | L'avion décroche au cours de sa montée. La préparation de l'appareil avant décollage n'est pas faite correctement.                                                                               |
| 20 octobre 1948  | Aéroport de Glasgow-Prestwick                   | Lockheed L-049-46-25 Constellation Nijmegen                  | 2083 (PH-TEN)                      | X                  | 40/40              | L'avion percute une ligne électrique au décollage. |
| 23 juin 1949     | Bari                                            | Lockheed L-749-79-33 Constellation Roermond                  | 2541 (PH-TER)                      | X                  | 33/33              | Une partie de la queue se détache en plein vol. |
| 12 juillet 1949  | Aéroport international Chhatrapati-Shivaji      | Lockheed L-749-79-33 Constellation                           | 2558 (PH-TDF)                      | X                  | 45/45              | L'avion percute une colline au cours de son approche par mauvais temps. |
| 2 février 1950   | Mer du Nord (eaux internationales)              | Douglas C-47A-25-DK                                          | 13396 (PH-TEU)                     | X                  | 7/7                | L'avion s'écrase en mer. Un témoin rapporte un moteur en flammes. |
| 22 mars 1952     | Francfort-sur-le-Main                           | Douglas DC-6 Koningin Juliana                                | 43114/102 (PH-TPJ)                 | X                  | 45/47              | L'avion s'écrase dans une forêt au cours de son approche. |
| 25 mai 1953      | Aéroport d'Amsterdam-Schiphol                   | Convair CV-240-4 Paulus Potter                               | 125 (PH-TEI)                       | X                  | 0/34 + 2           | Lors de son décollage l'avion perd de l'altitude, le pilote décide alors de ré-atterrir sur la piste, mais l'avion en sort et tue deux personnes en traversant une route.                        |
| 23 août 1954     | Mer du Nord (eaux néerlandaises)                | Douglas DC-6B Willem Bontekoe                                | 43556/257 (PH-DFO)                 | X                  | 21/21              | L'avion s'écrase dans la mer pour des raisons inconnues. |
| 5 septembre 1954 | Aéroport de Shannon                             | Lockheed L-1049C-55-81 Super Constellation Triton            | 4509 (PH-LKY)                      | KL633              | 28/56              | L'avion s'écrase dans une rivière à proximité de l'aéroport. L'enquête conclura à une mauvaise interprétation du pilote des indications de ses instruments après avoir rentré les volets.        |
| 16 juillet 1957  | Aéroport Frans Kaisiepo                         | Lockheed L-1049C-55-81 Super Constellation Neutron           | 4504 (PH-LKT)                      | KL844              | 58/68              | Les pilotes demandent de pouvoir faire un passage à basse altitude au-dessus de la piste tout de suite après le décollage. L'avion s'écrase dans la mer après un virage à 180 degrés.            |
| 14 août 1958     | Océan Atlantique (180 km au Nord de l'Irlande.) | Lockheed L-1049H-01-06-162 Super Constellation Hugo de Groot | 4841 (PH-LKM)                      | KL607E             | 99/99              | L'enquête ne déterminera pas la cause exacte mais la plus probable des hypothèses serait l'explosion d'une bombe.                                                                                |
| 30 mai 1961      | Fonte da Telha                                  | Douglas DC-8-53                                              | 45615/131 (PH-DCL)                 | 897 (pour VIASA)   | 61/61              | Les pilotes perdent le contrôle de l'avion en vol pour des raisons inconnues. L'appareil s'écrase en mer.                                                                                        |
| 12 juin 1961     | Aéroport international du Caire                 | Lockheed L-188C Electra                                      | 2019 (PH-LLM)                      | KL823              | 20/36              | L'avion s'écrase 4 kilomètres avant la piste en raison du manque d'attention de son pilote. |
| 27 mars 1977     | Aéroport de Tenerife-Nord                       | Boeing 747-206B                                              | 21195 (PH-BUF)                     | KL4805             | 248/248 + 335      | L'avion percute un autre 747 de la Pan Am lors de son décollage en raison du brouillard et de diverses erreurs humaines. Accident le plus mortel de l'histoire de l'aviation.                    |